# 特拉華 (新澤西州)
特拉華（英語：Delaware）是位於美國新澤西州沃倫縣的普查規定居民點。

## 人口
根據2020年美國人口普查的數據，特拉華的面積為1.063平方千米，當中陸地面積為0.985平方千米，而水域面積為0.078平方千米。當地共有人口173人，而人口密度為每平方千米162.75人。